# Fietssnelweg F12
De fietssnelweg F12 is een fietssnelweg tussen Antwerpen en Bergen-op-Zoom (Nederland) via de haven. Het traject dat door het havengebied loopt is volledig befietsbaar. Aan de zuidkant van dat traject moet de fietssnelweg echter de A12 oversteken, waar nog geen gepaste infrastructuur bestaat. Tot aan Luchtbal komt er een dubbelrichtingfietspad dat de bocht van de A12 volgt. Ten zuiden van Luchtbal wordt ook gewerkt aan een verbinding met de F5 naar Hasselt. Uiteindelijk zal de F12 27 kilometer lang zijn.